# 百々神社
百々神社（ももじんじゃ）は、滋賀県近江八幡市北津田町にある神社。

## 概要
宇多天皇の時代、その蛇は長命寺川に架かる橋の下に住んでおり、行き来する人をなやませたという、そこで人々はたまたまとおりかかった敦実親王に退治を依頼し、親王は見事退治、その後村人達が橋のそばに蛇の魂を祀ったのがこの神社の始まりとされる。
　神社としては珍しく、北向きに建てられており、「北風に向い立つ」ということから、喘息封じの神様として言い伝えられ、現在も信仰されている。
鳥居は向かいの島町にある若宮神社の方向を向いている。
社殿の横からは鶴翼山（八幡山）に繋がる登山口がある。

## 境内
- 紫式部の歌碑

## 交通アクセス
- JR東海道本線（琵琶湖線）および近江鉄道八日市線（万葉あかね線）近江八幡駅から近江鉄道バス（長命寺行き）で渡合（）停留所下車、徒歩4分。